# خاکستر (دارو)
خاکستر دارو خاکستری است که با احراق مواد دارویی طی روش‌های خاص، به منظور تدبیر و اصلاح خواص آنها به‌دست می‌آید. در طب سنتی هند آیورودا نیز این روش دستورها خاص خود را دارد.

## کاربرد
تدبیر داروها در طب سنتی بخشی از داروسازی است و انواع مختلفی دارد.

## انواع و مراحل
مراحل انجام این کار بسیار زمان بر است؛ مثلاً تغسیل سنگ سرمه چهل روز طول می‌کشد.
برای نمونه مراحل اِحراق خَبَثُ الحَدید بدین گونه است: ریم آهن را در آتش سرخ کرده تا هفت مرتبه در سرکه تطفیه کرده پس خشک کرده سپس خوب بسایند تا مثل گرد نرم گردد.
- انواع اصلاحات دارویی:

1. تصعید
2. تکلیس
3. تبرید
4. تطفیه
5. سوزاندن
6. تعفین
7. شستن
8. تفته کردن
9. محلوب

و …